# Типография и редакция газеты «Казбек»

Бывший музей С. М. Кирова и Серго Орджоникидзе

Мемориальная доска

«Дом 50 на улице Кирова/ Дом 61 на улице Революции» — памятник архитектуры и истории во Владикавказе, Северная Осетия. Объект культурного наследия России регионального значения. Памятник, связанный с жизнью Сергея Мироновича Кирова и Серго Орджоникидзе. Находится в исторической части города на пересечении улиц Кирова, 50 и Революции, 61.

## История
Здание построено в 1895 году. С 1896 по 1906 год в здании размещалась редакции и типография газеты «Казбек». Здесь печаталась первая осетинская газета «Ирон газет». Собственником здания и владельцем газеты «Казбек» был С. И. Казаров. С газетой сотрудничали местная осетинская интеллигенция, в том числе писатель Георгий Михайлович Цаголов и градоначальник Владикавказа Гаппо Баев.
В 1906 году газета «Казбек» была запрещена и в здании была основана редакция и типография кадетской газеты «Терек». После разгрома томской подпольной ячейки Сергея Кирова переправили во Владикавказ под именем Сергей Мироновича Миронова, где он в 1909 году устроился репортёром в редакцию газеты «Терек». В редакции газеты также трудилась его будущая жена Мария Львовна Маркус, после женитьбы с которой они проживали в доме на Лебедевском переулке. В последующем стал литературным сотрудником и заведующим отделом в этой же газете. 31 августа 1911 года Сергей Киров был арестован в здании редакции по делу томской типографии, но из-за отсутствия доказательств был отпущен.
В 1917 году газета была переименована в «Красное знамя» и стала органом Владикавказской большевистской организации. Сергей Киров возглавлял редакцию газеты до 1918 года. Летом 1918 года Владикавказ посетил Чрезвычайный комиссар Юга России Серго Орджоникидзе, который поселился на втором этаже редакции газеты.
После освобождения Владикавказа от белогвардейских войск в здании располагалась Горская рабочая консерватория и в 1930-х годах — общежитие Северо-Осетинского педагогического института, который располагался на соседней Марьинской улице в здании бывшей Ольгинской женской гимназии. В последующем до 1940 года в здании находился «Дом политпросвещения».
28 октября 1940 года в здании был открыт Музей С. М. Кирова и Серго Орджоникидзе с филиалом в доме № 9 на улице Вахтангова. Музей состоял из одиннадцати залов, демонстрирующих материалы и документы, связанные с деятельностью С. М. Кирова и Серго Орджоникидзе во Владикавказе, созданием большевистской организации и комсомола на Северной Кавказе и партизанским движением во время Гражданской войны.
В 1957 году на фасаде, выходящим на улицу Кирова, была установлена мемориальная доска из белого мрамора с бронзовыми барельефами Сергея Кирова и Серго Орджоникидзе. 30 августа 1960 года Постановлением № 1327 Совета Министров РСФСР здание внесено в реестр охраняемых памятников истории.
С 1994 года в здании действует Музей города Владикавказа.
Описание
Двухэтажное здание выходит своими фасадами на улицы Кирова и Революции. Обе фасадные стены заканчиваются ступенчатым карнизом. Парадный вход в здание со стороны улицы Революции. На углу здания находится ещё один вход с пятью ступеньками. Наж этим входом расположен балкон. Окна первого этажа с деревянными рамами имеют полуарочную форму. Окна второго этажа — прямоугольные. На фасаде первого этажа, который выходит на улицу Кирова, три средних окна — прямоугольные, остальные имеют арочное завершение.
В центральной части фасада со стороны улицы Кирова установлена мемориальная доска.